# Pescatoria triumphans
Pescatoria triumphans là một loài thực vật có hoa trong họ Lan. Loài này được Rchb.f. & Warsz. miêu tả khoa học đầu tiên năm 1854.